# Abidama
Abidama is een geslacht van halfvleugeligen uit de familie schuimcicaden (Cercopidae). De wetenschappelijke naam van dit geslacht is voor het eerst geldig gepubliceerd in 1908 door William Lucas Distant.

## Soorten
Het geslacht Abidama omvat de volgende soorten:
- Abidama liuensis Metcalf, 1961
- Abidama ornata Melichar, 1921
- Abidama producta (Walker, 1851)
- Abidama rufescens Metcalf & Horton, 1934
- Abidama rufula Distant, 1908
- Abidama scutellata Distant, 1916
- Abidama sexmaculata Lallemand, 1927
- Abidama wuningiana Matsumura, 1942